# ماريا كونيتز
ماريا كونيتز أو ماريا كونيتيا  (من الألقاب الأخرى: كونيكيا، كونيتزين، كونيك، كونيتيا، كونيتسيا، كونيكا؛ 1610 - 22 أغسطس 1664) كانت عالمة فلك سيليزية بارعة، و أبرز عالمة فلك في أوائل العصر الحديث. ألّفت كتاب "Urania propitia"، قدّمت فيه جداول جديدة، وحلّاً عملياً أبسط لقانون منطقة كبلر لتحديد موقع كوكب على مساره الإهليلجي. سُميت فوهة كونيتز على كوكب الزهرة باسمها. تمت تسمية الكوكب الصغير 12624 Mariacunitia على شرفها أيضاً

## حياتها
ولدت ماريا كونيتز في ولاو في بولندا، والدها الطبيب الألماني البلطيقي هاينريش كونيتز،   ووالدتها ماريا شولتز من ليغنيتسا،  ابنة العالم الألماني أنطون فون شولتز (1560–1622)، عالم رياضيات ومستشار لدوق ليغنيتز يواكيم فريدريك. انتقلت العائلة إلى شفايدنيتز في سيليزيا السفلى (اليوم شفيدينتسا، بولندا). تزوجت ماريا في سن مبكرة (عام 1623) من المحامي ديفيد فون جيرستمان. بعد وفاته عام 1626، تزوجت (عام 1630) من إلياس فون لوين،  وهو أيضًا من سيليزيا. إلياس فون لوين معروف أيضًا باسم إيلي دي لوين وكان طبيبًا في بيتشن ودرس علم الفلك. وهو معلّم ماريا  حيث شجّعها على متابعة علم الفلك قبل زواجهما في عام 1630. قاما معًا بمراقبة كوكب الزهرة في 14 ديسمبر 1627 والمشتري في أبريل 1628. شملت دراساتها الأخرى الطب والشعر والرسم والموسيقى والرياضيات واللغات القديمة والتاريخ. أنجب إلياس وماريا ثلاثة أبناء هم: إلياس ثيودور وأنتون هاينريش وفرانز لودفيج. خلال حرب الثلاثين عامًا من 1618 إلى 1648، أقامت ماريا وإلياس فون لوين في الدير السيسترسي في أولوبوك، بولندا. أثناء وجودها في الدير، وسّعت كونيتز جداولها الفلكية لتشمل جميع الكواكب في أي وقت. في نهاية حرب الثلاثين عامًا، عاد الزوجان إلى منزلهما في بيتشن في سيليزيا. في عام 1650، نشرت ماريا سرًا كتابها بعنوان Urania propitia بالألمانية واللاتينية كإهداء للإمبراطور فرديناند الثالث. هذا الكتاب كان عبارة عن تبسيط لجداول رودلفين التي وضعها كيبلر التي كانت صعبة الحساب والتطبيق، بسبب استخدام اللوغاريتمات. في مساء يوم 25 مايو 1656 في بيتشن، سيليسيا، دمر حريق كبير معظم المنازل في المدينة، بما في ذلك منزل ماريا، وفقدت ماريا الأدوات الفلكية وفقد إلياس الأدوات الطبية. التهمت النار كتب ماريا ورسائلها وأكثر من 200 سجلاً من الملاحظات الفلكية. أصبحت ماريا أرملة مرة أخرى عام 1661، وتوفيت في بيتزن في 22 أغسطس 1664.  

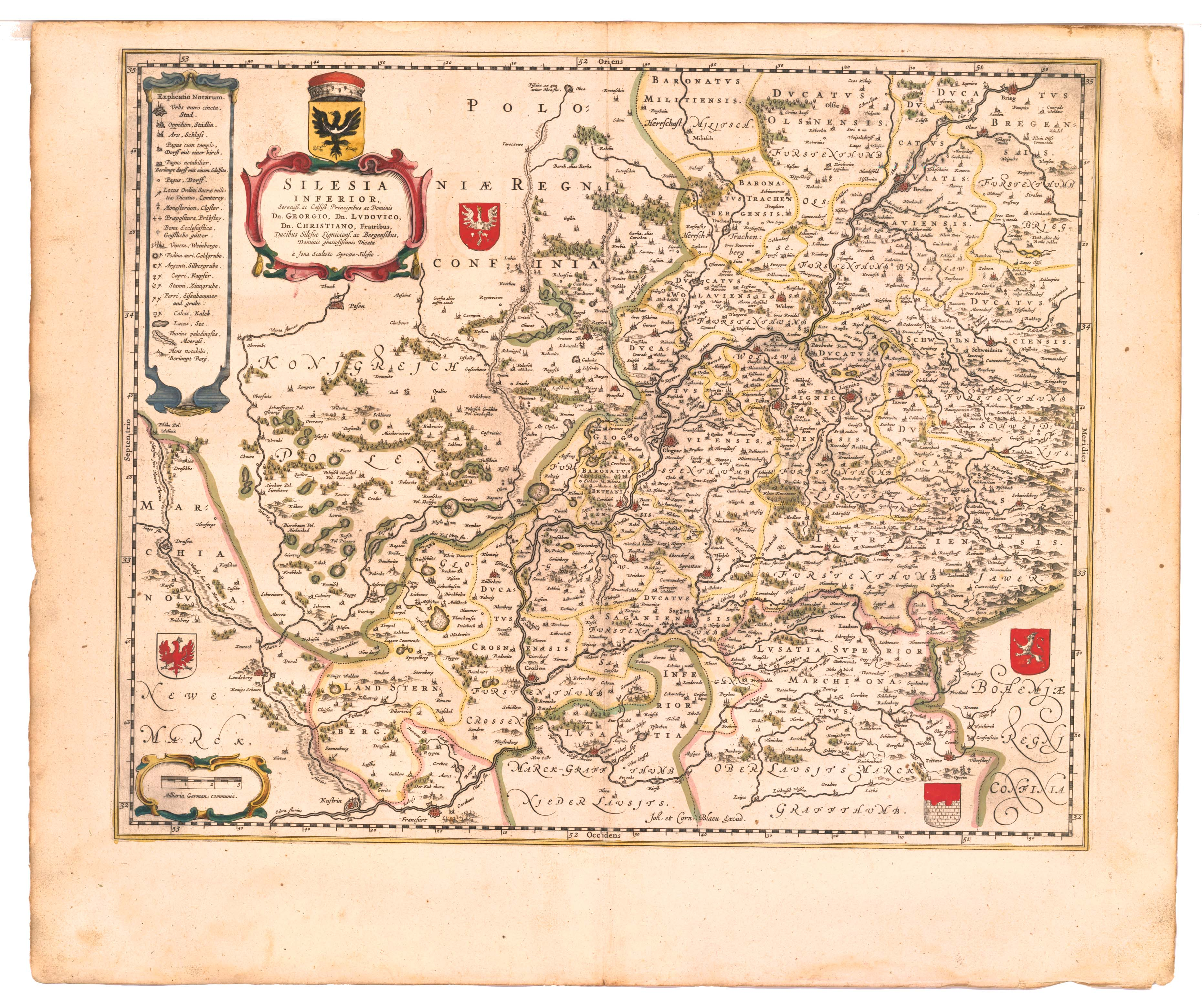
خريطة تعود لعام 1645 تُظهر الأماكن التي عاشت فيها كونيتز في سيليزيا مثل وولاو ولينيتز وشفايدنيتز. في تلك الأوقات كانت الأسماء الألمانية والسلافية قيد الاستخدام.

خلال حياة ماريا، لم تلعب الجنسية دورًا مهمًا في تحديد هوية الشخص كما هو الحال اليوم. ومع ذلك، رأى العديدون الحاجة إلى منح ماريا كونيتز جنسية ذات صلة بوقتهم. تم وصفها في الغالب بأنها ألمانية، على سبيل المثال في قاموس السيرة الذاتية للمرأة في العلوم. نشرت باللغة الألمانية. وقد وصفت أيضًا بأنها بولندية    ويعتبرها البعض أول امرأة فلكية بولندية. لم تتحدّث كونيتز الألمانية والبولندية فحسب، بل كانت تعرف أيضًا الفرنسية واليونانية والإيطالية واللاتينية والعبرية.